# ツノゴマ属
ツノゴマ属（学名 : Proboscidea）は、ツノゴマ科の被子植物であり、ツノゴマ属のいくつか種は、英語では、devil's claw（悪魔の爪 ）、devil's horn（悪魔の角）、 ram's horn（ヒツジの角）、unicorn plant（ユニコーンの植物）と呼ばれている。ツノゴマ属の植物は、細長く、鉤のあるさやを生成する。動物の足に鉤を捕まらせ、歩くと、さやは地面に落ち、粉砕することにより種子が分散される。devil's claw（悪魔の爪 ）の名前は、南アフリカなどに自生するライオンゴロシ（Harpagophytum procumbens）にも使用されている。

## 人間への利用
ツノゴマ属のすべての種は、成熟により木質化する前は、食用する事ができ、オクラのように蒸して食用する。いくつかの種 (特にP. parviflora) は、アメリカ先住民族であるパパゴ族により編みかごに使用され、「爪」が長い品種が選抜された。 Hia C-eḍ O'odham族 およびパパゴ族は種子を食べ、古代では種子は、栄養値の高い植物油の重要な源であった。

## 種
種は次のとおり
- Proboscidea althaeifolia - 悪魔の角、悪魔の爪、砂漠のユニコーンの植物
- Proboscidea louisianica - ツノゴマ[2] ：ヒツジの角
- Proboscidea parviflora - ふたつの爪、（赤い） 悪魔の爪
- Proboscidea sabulosa - 砂丘のユニコーンの植物
- Proboscidea spicata - ニューメキシコのユニコーンの植物

Proboscidea luteaは、キバナツノゴマ（ Ibicella lutea）のシノニムである。

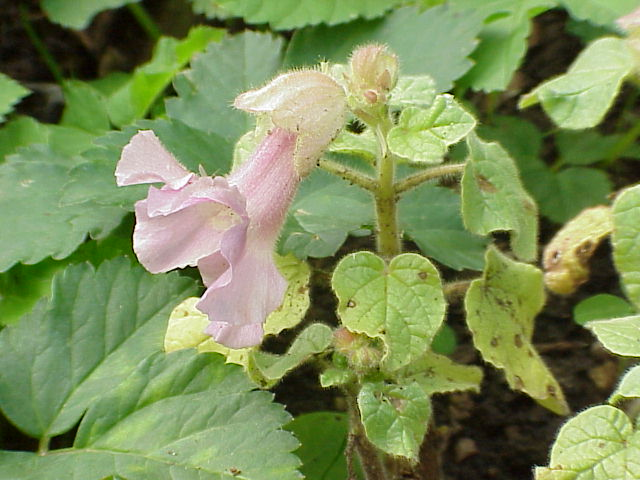
P. louisianica
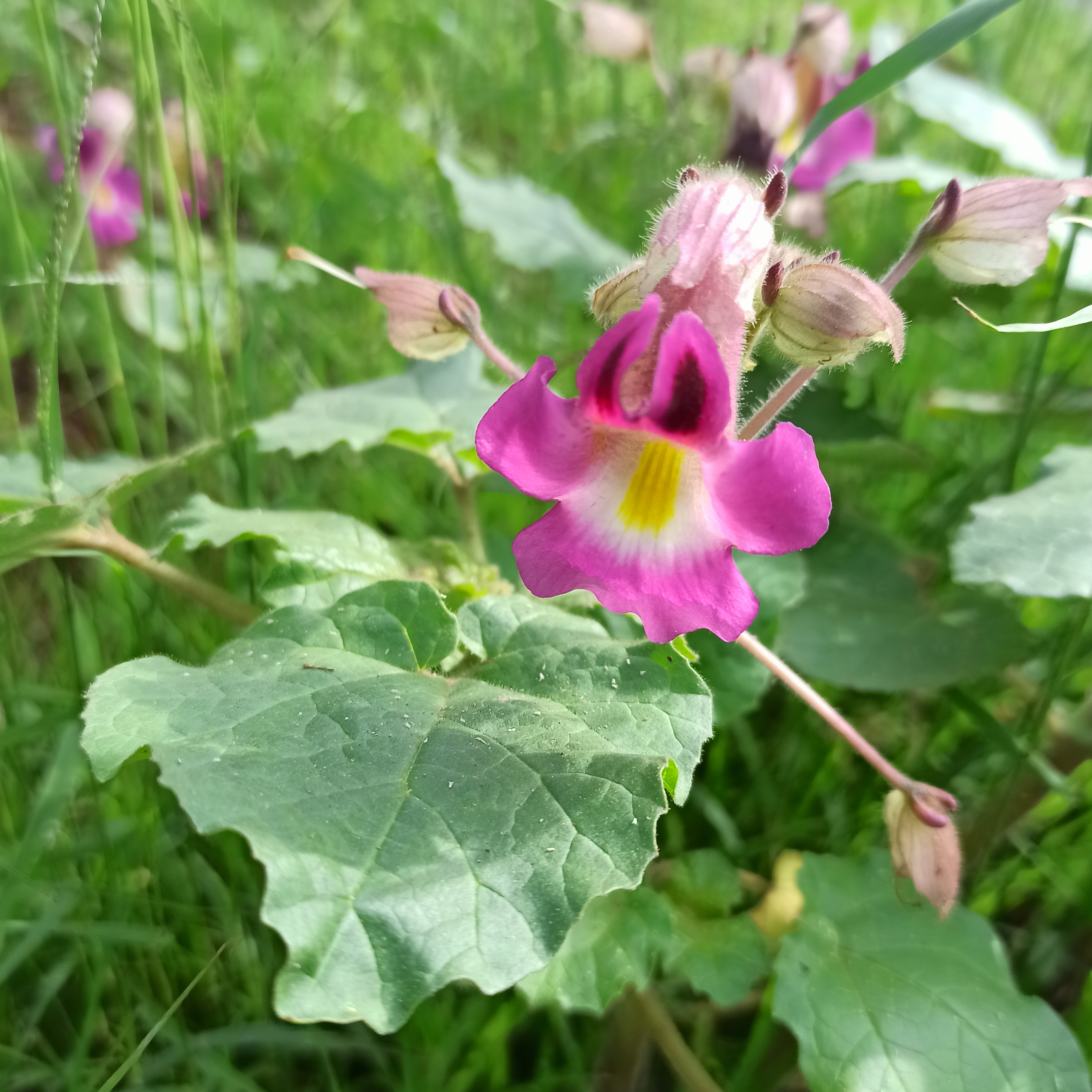
P. louisianica spp. fragans
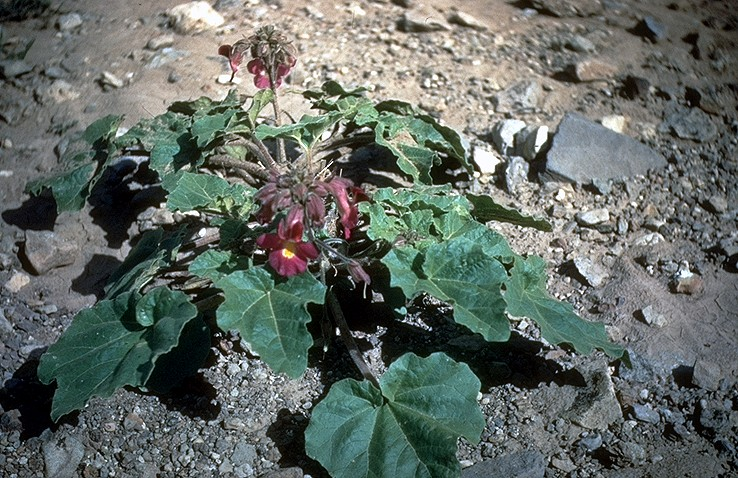
P. parviflora
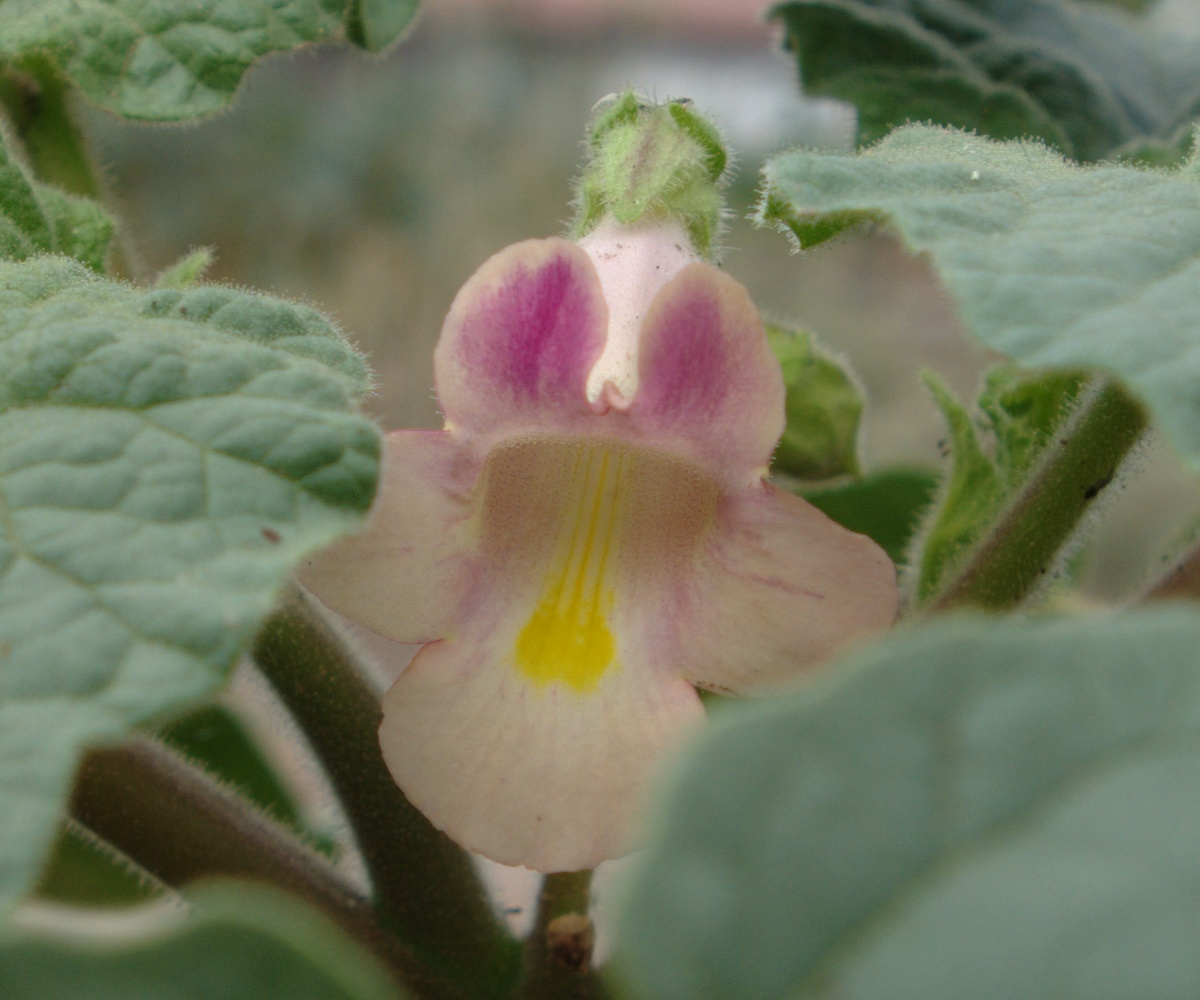
P. parviflora ssp. parviflora var. hohokamianaの花
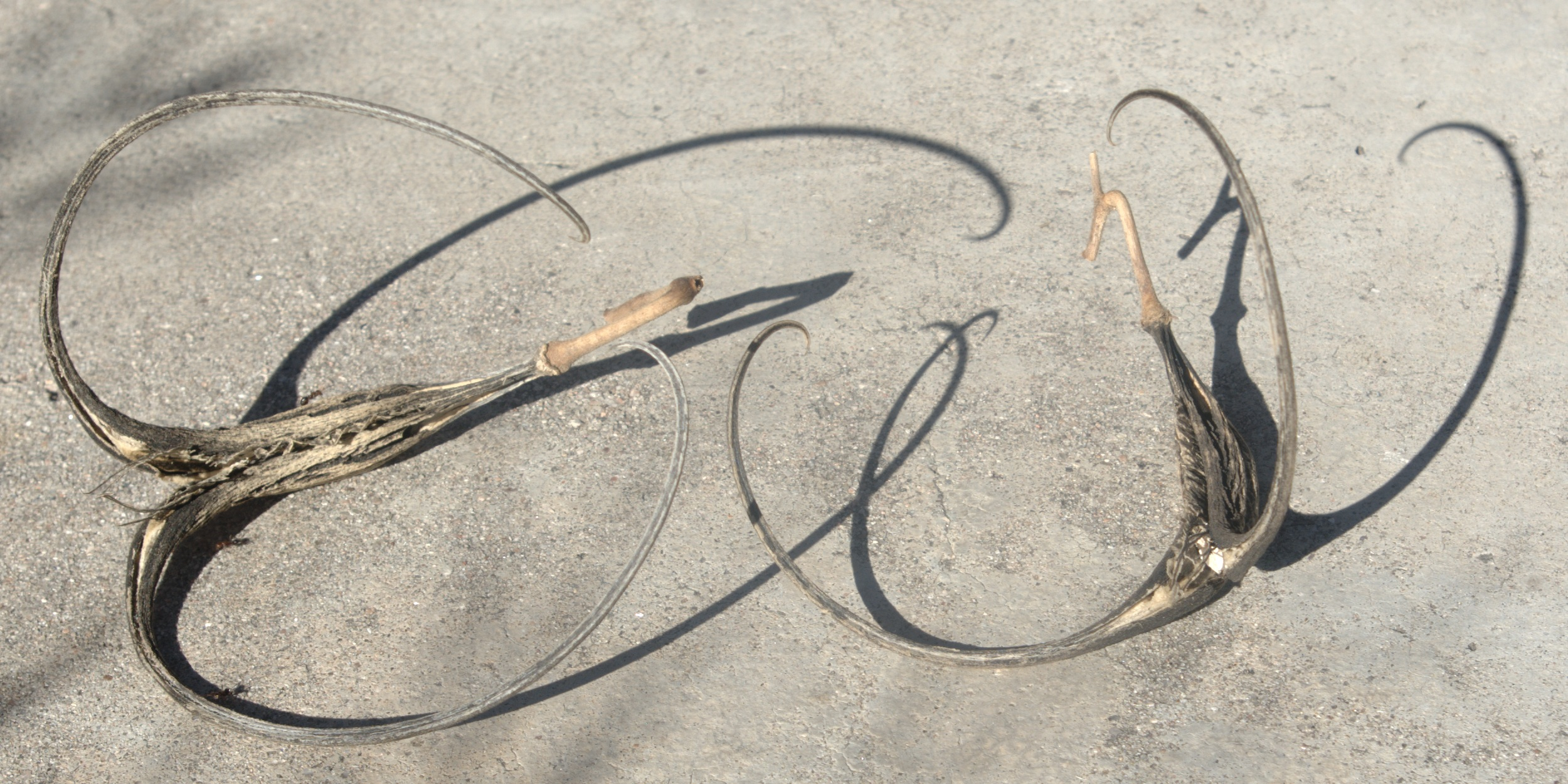
P. parviflora var. hohokamianaのさや
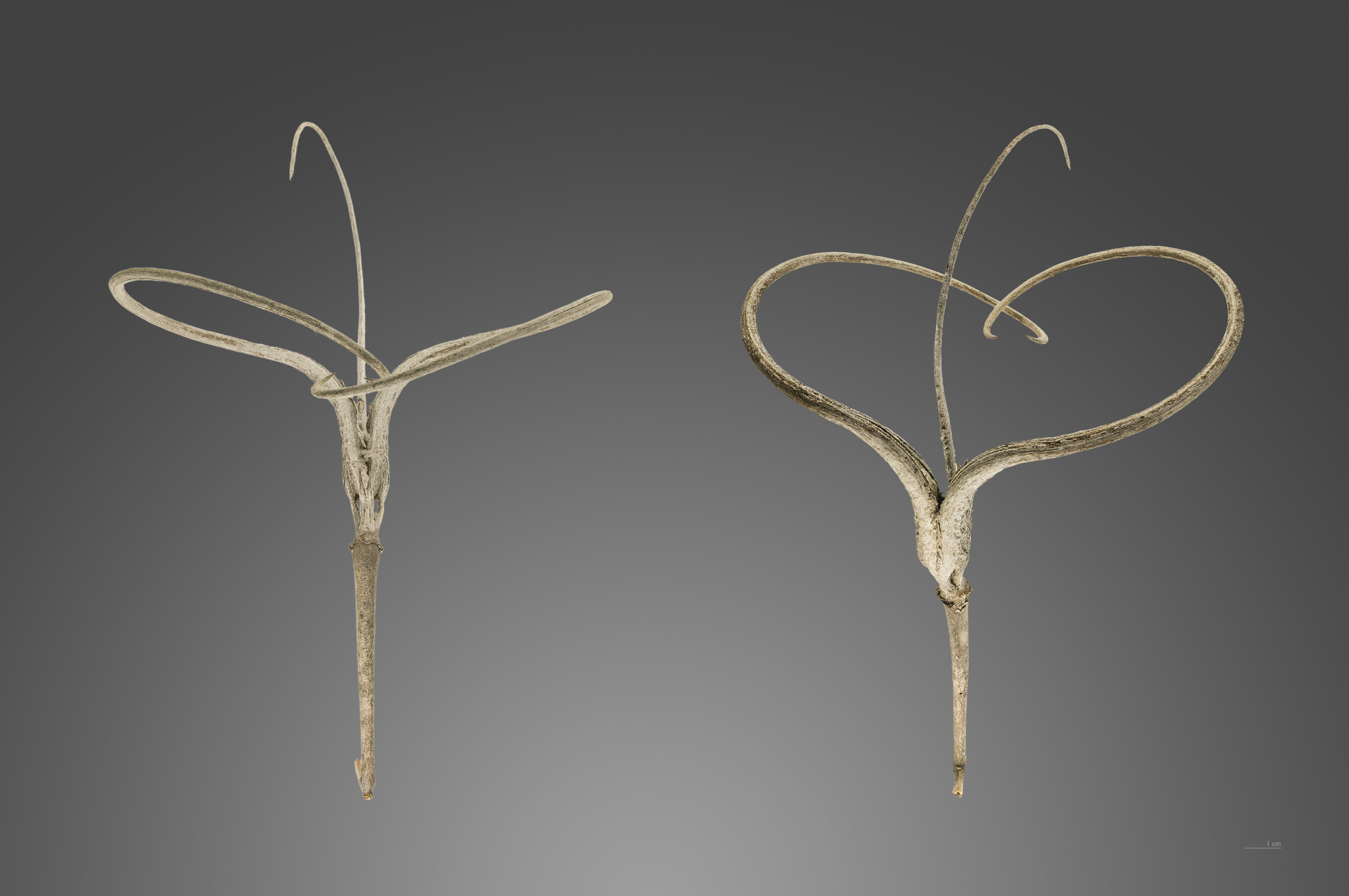
Proboscidea althaeifoliaのさや
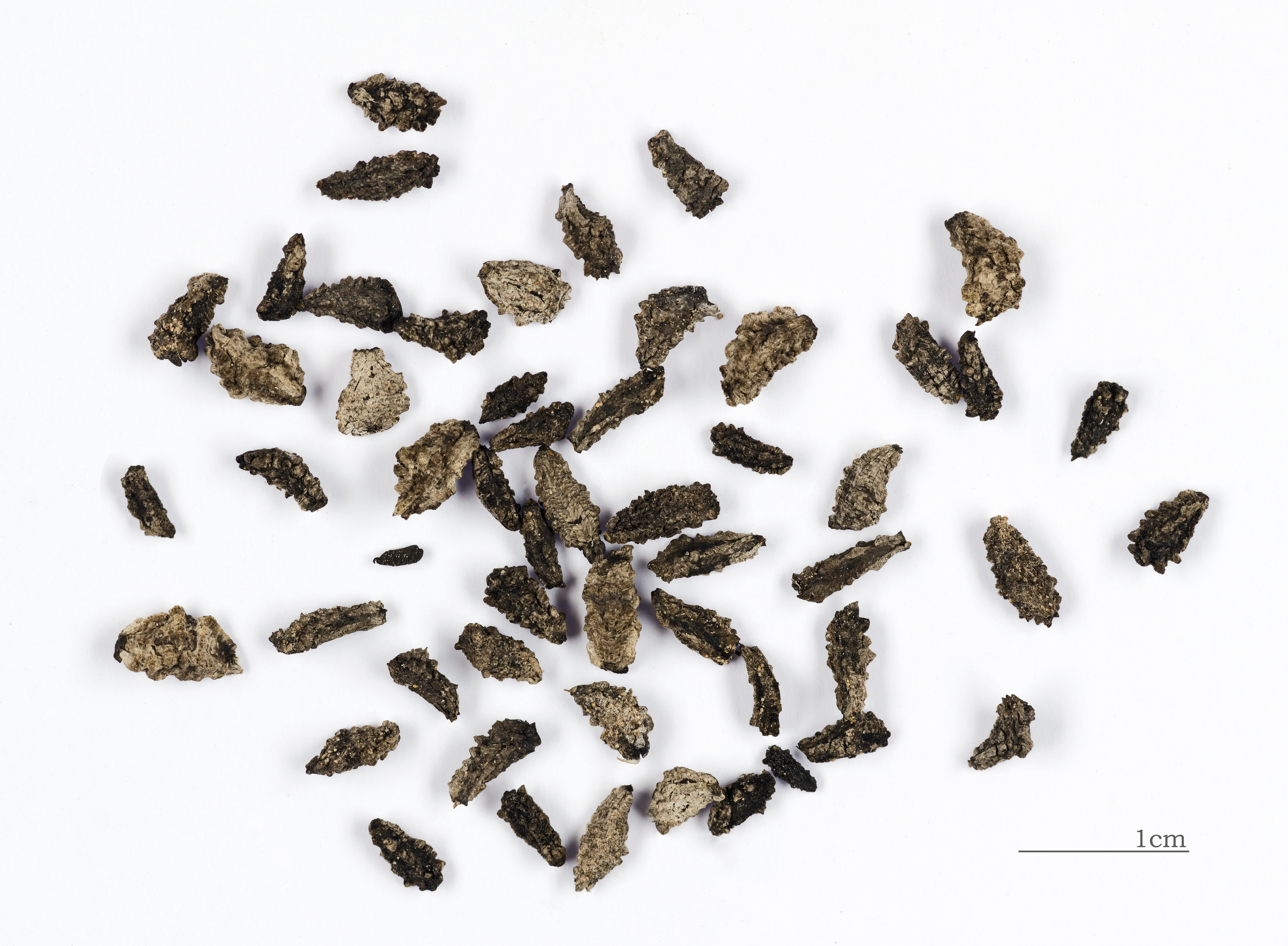
Proboscidea althaeifolia種子
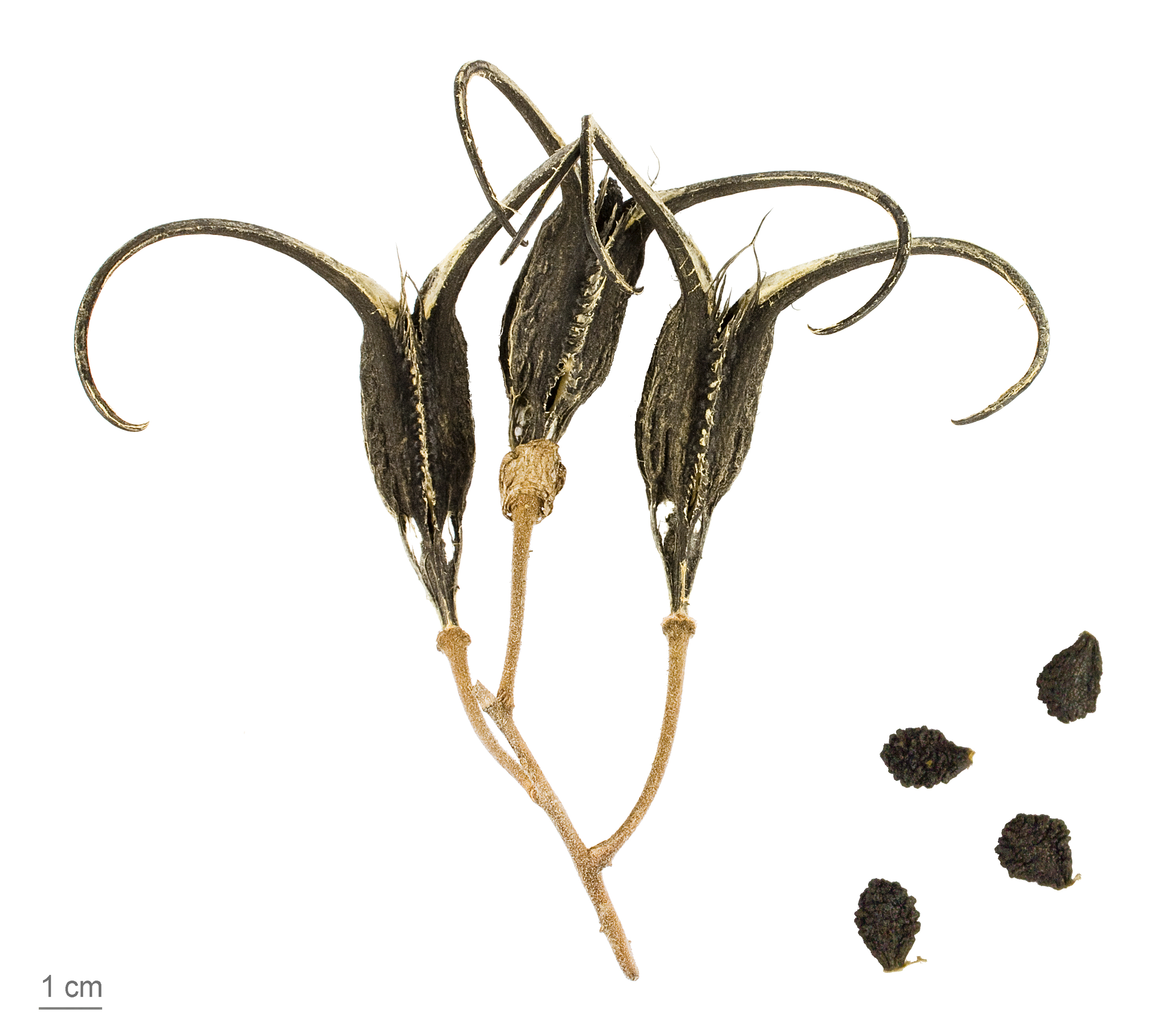
Proboscidea parvifloraのさやと種子
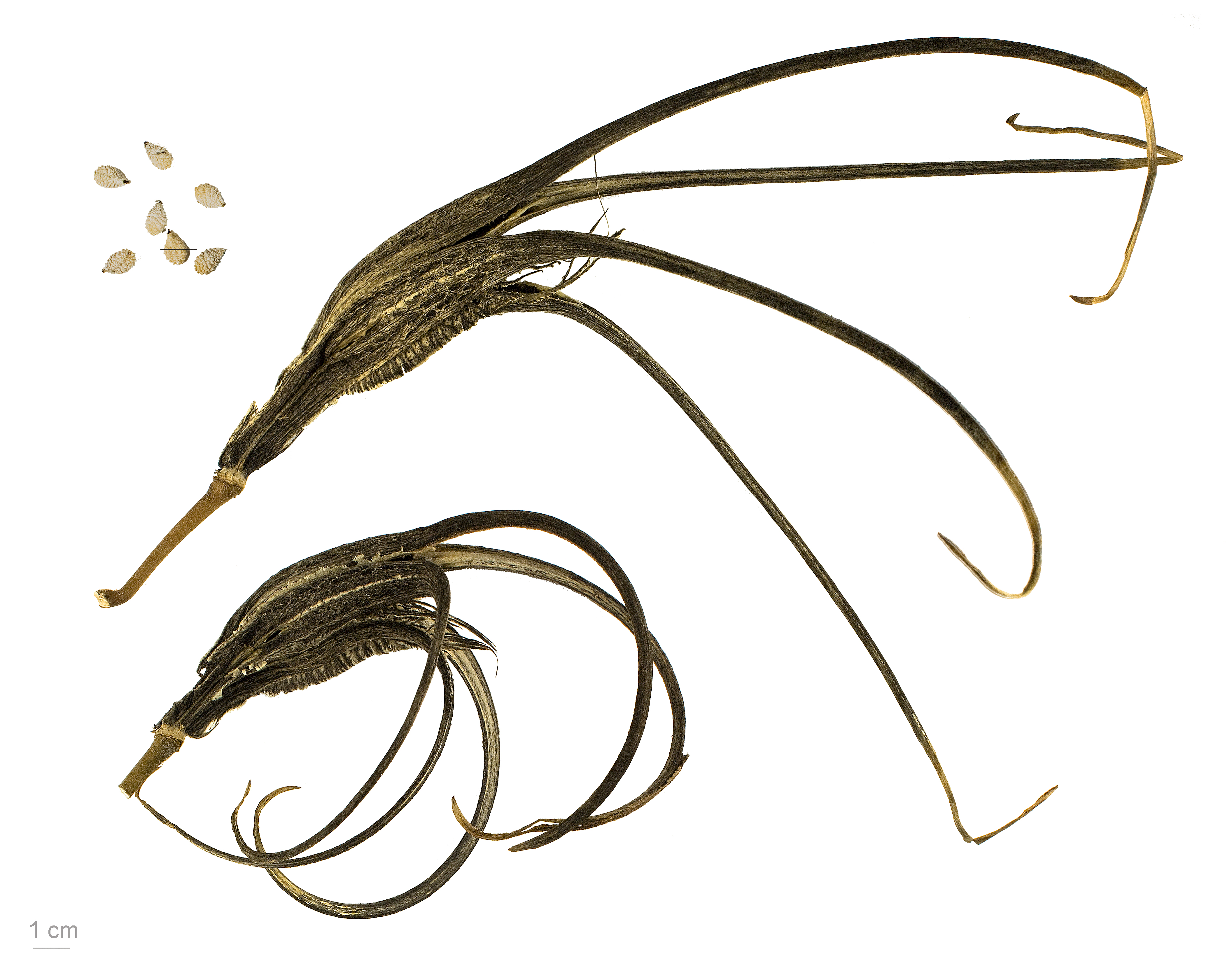
Proboscidea parviflora var.hohokamianaのさやと種子